# Castraz
Castraz ist ein Ort und eine nordspanische Gemeinde (municipio) mit 34 Einwohnern (Stand: 2024) in der Provinz Salamanca in der Autonomen Gemeinschaft Kastilien und León. Neben dem Hauptort Castraz gehören die Wüstungen El Cuarto, Pedraza de Yeltes und Sepúlveda.

## Geografie
Castraz liegt etwa 70 Kilometer westsüdwestlich von Salamanca in einer Höhe von ca. 760 m am Río Morasverdes. 

## Bevölkerungsentwicklung
| Jahr      | 1900 | 1950 | 1960 | 1970 | 1981 | 1991 | 2001 | 2011 | 2021 |
| Einwohner | 239  | 265  | 242  | 174  | 139  | 84   | 56   | 49   | 38   |

## Sehenswürdigkeiten
- Johannes-der-Täufer-Kirche (Iglesia de San Juan Bautista)
- Wasserturm

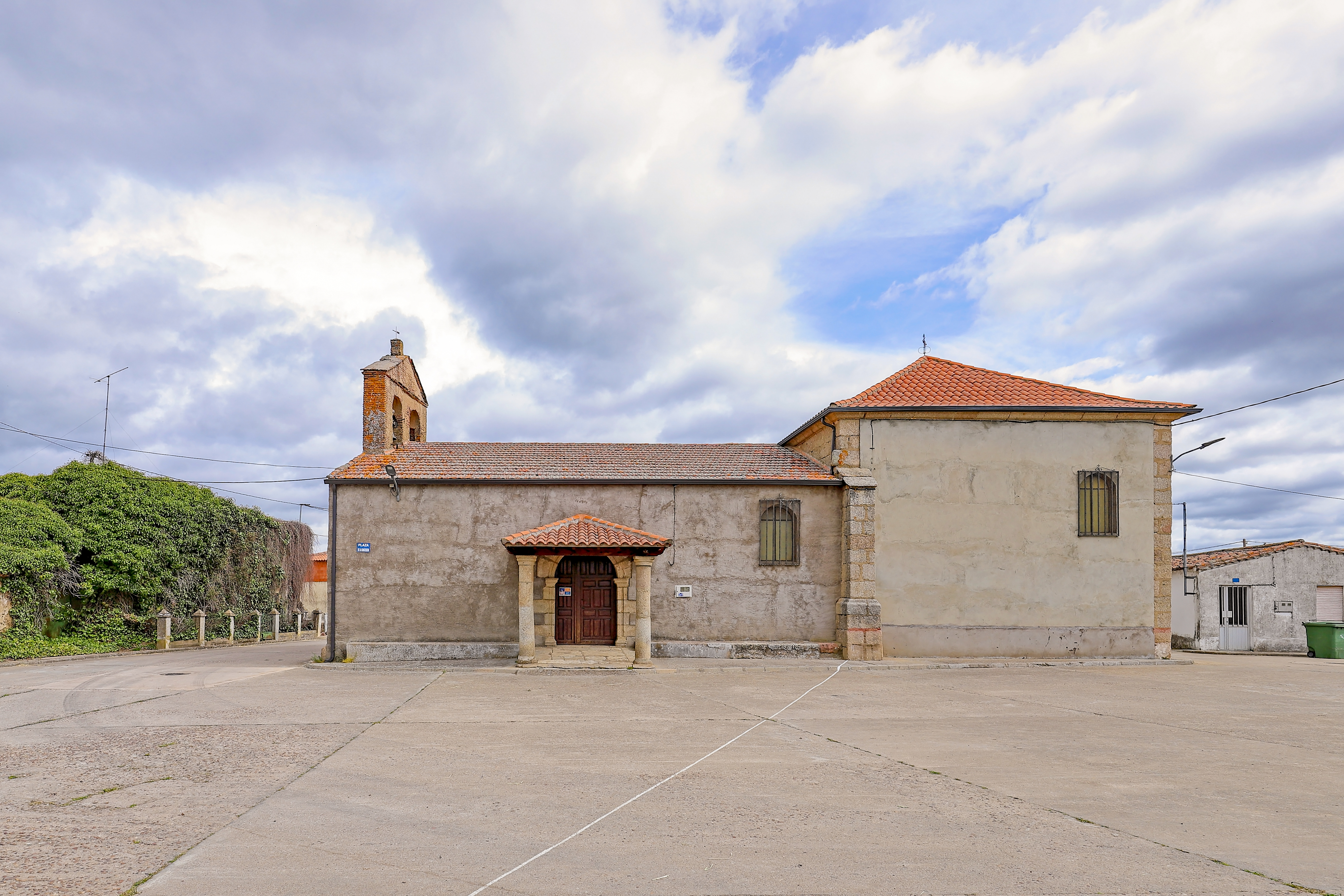
Johannes-der-Täufer-Kirche
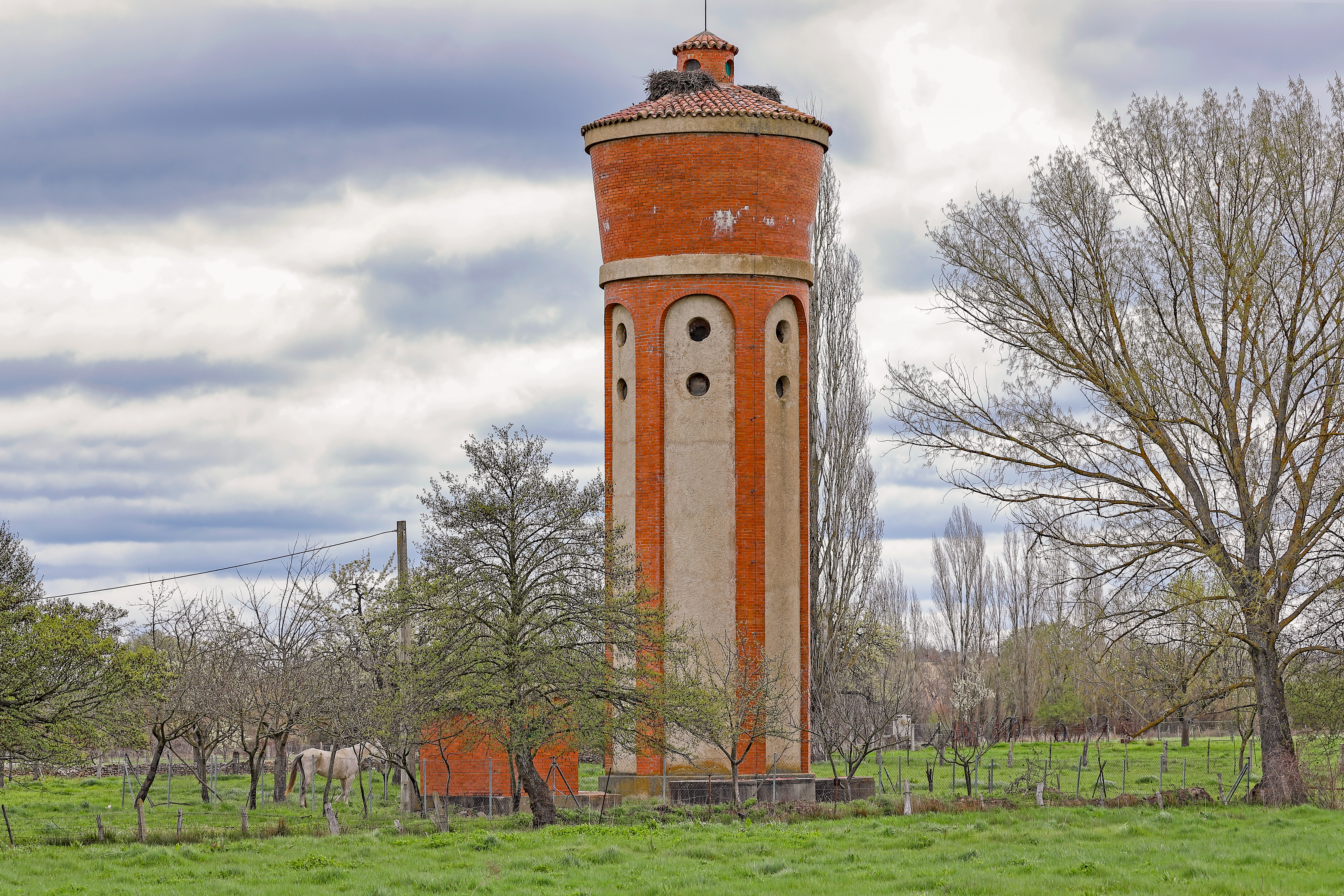
Wasserturm
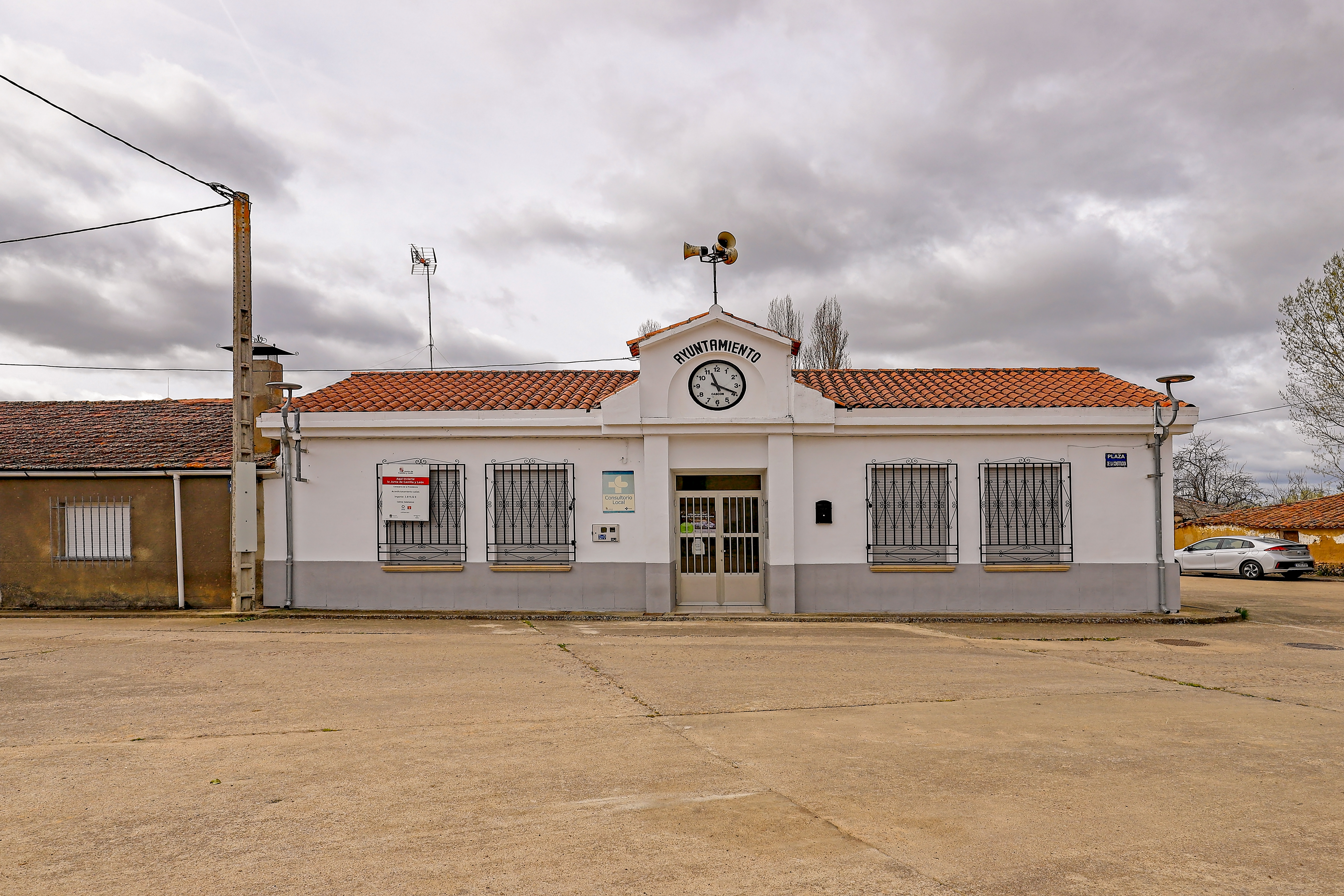
Rathaus